# Anna Lee Fisher
Anna Lee Fisher (Nueva York, Estados Unidos, 24 de agosto de 1949) es una química, médica de urgencias y astronauta estadounidense de la NASA . Estuvo casada con su compañero astronauta Bill Fisher, y es madre de dos hijos, además de la primera madre en el espacio en 1984.  Durante su carrera en la NASA participó en tres programas principales: el transbordador espacial, la estación espacial internacional y el proyecto Orión.

## Biografía
Anna Fisher nació en la ciudad de Nueva York y creció en San Pedro, California. Se graduó en 1967 en la San Pedro High School. Obtuvo una Bachelor of Science en química en 1971 por la Universidad de California en Los Ángeles (UCLA). Se quedó en la UCLA y comenzó en la escuela de postgrado en química en el campo de los estudios de cristalografía de rayos X de metalocarbonanes. Al año siguiente se mudó a la Facultad de Medicina de la UCLA, donde recibió su título como doctora en medicina en 1976. Completó en 1977 su internado en el Hospital General Harbor, en Torrance, California. Optó por especializarse en medicina de emergencia y trabajó en varios hospitales del área de Los Ángeles. Más tarde regresó a la escuela de posgrado y recibió un Master of Science en química por la UCLA en 1987.

## Carrera en la NASA
Fue seleccionada como candidata a astronauta en enero de 1978. En agosto de 1979, completó su período de entrenamiento y evaluación, lo que la capacitó para ser asignada como especialista de misión en las tripulaciones de vuelo del transbordador espacial.
Siguiendo el programa de entrenamiento básico de un año, las primeras asignaciones de la NASA de Fisher, antes de la STS-1 y la STS-4, incluyeron varias actividades, como el desarrollo y las pruebas del Sistema de manipulación remota (RMS) de Canadarm, comúnmente denominado "brazo robótico" del transbordador. El desarrollo y la prueba de los procedimientos de la caminata espacial de contingencia de la puerta de carga, el traje espacial extra pequeño y los procedimientos de reparación de contingencia; Verificación de software de vuelo en el Laboratorio de Integración de Aviónica de Shuttle (SAIL) y sirvió como evaluadora de la tripulación para verificación y pruebas de desarrollo para la STS-2, la STS-3 y la STS-4.

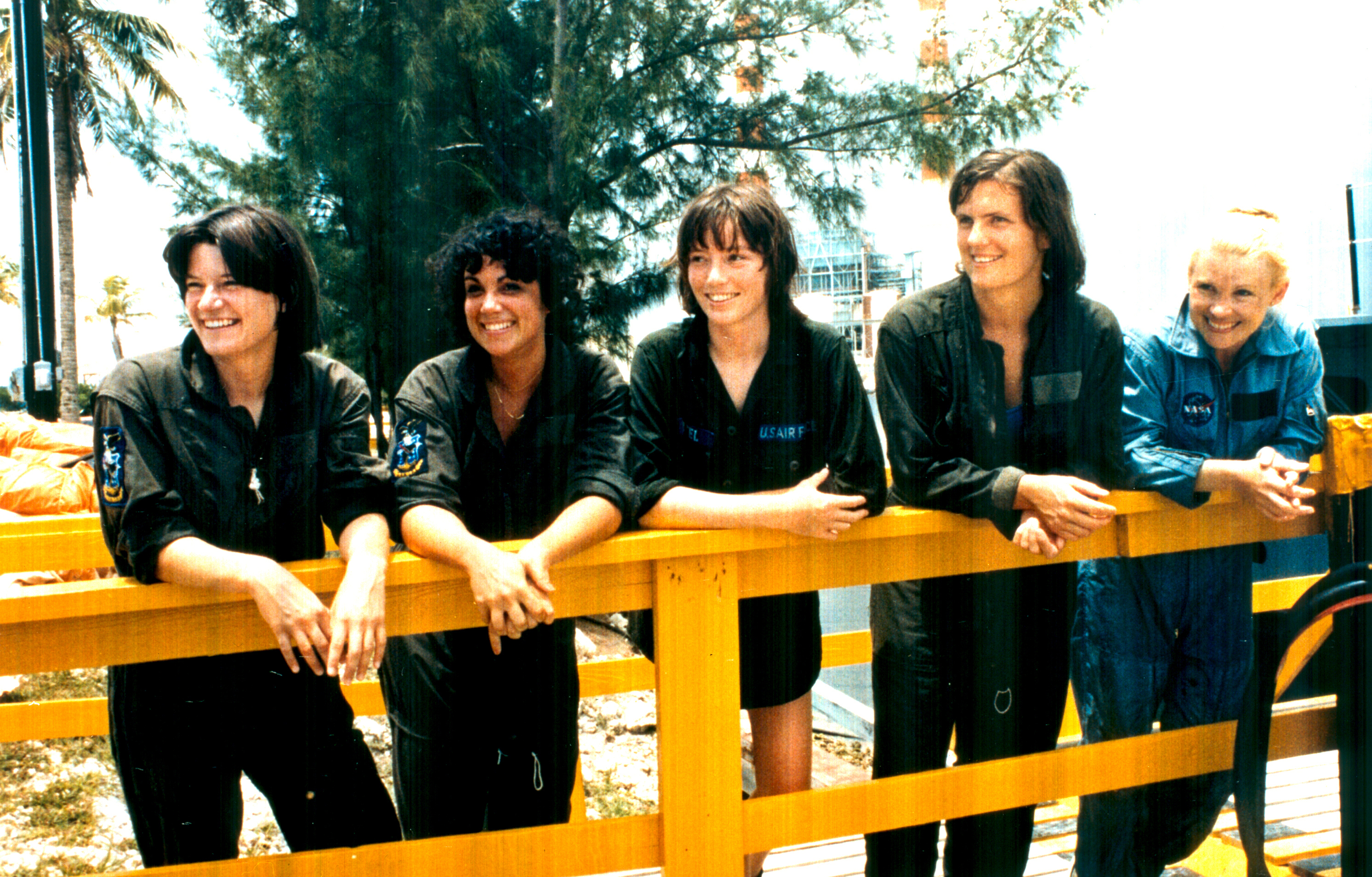
Primer grupo de astronautas femeninas. De izquierda a derecha Sally Ride, Judith A. Resnik, Anna L. Fisher, Kathryn D. Sullivan y Margaret Rhea Seddon

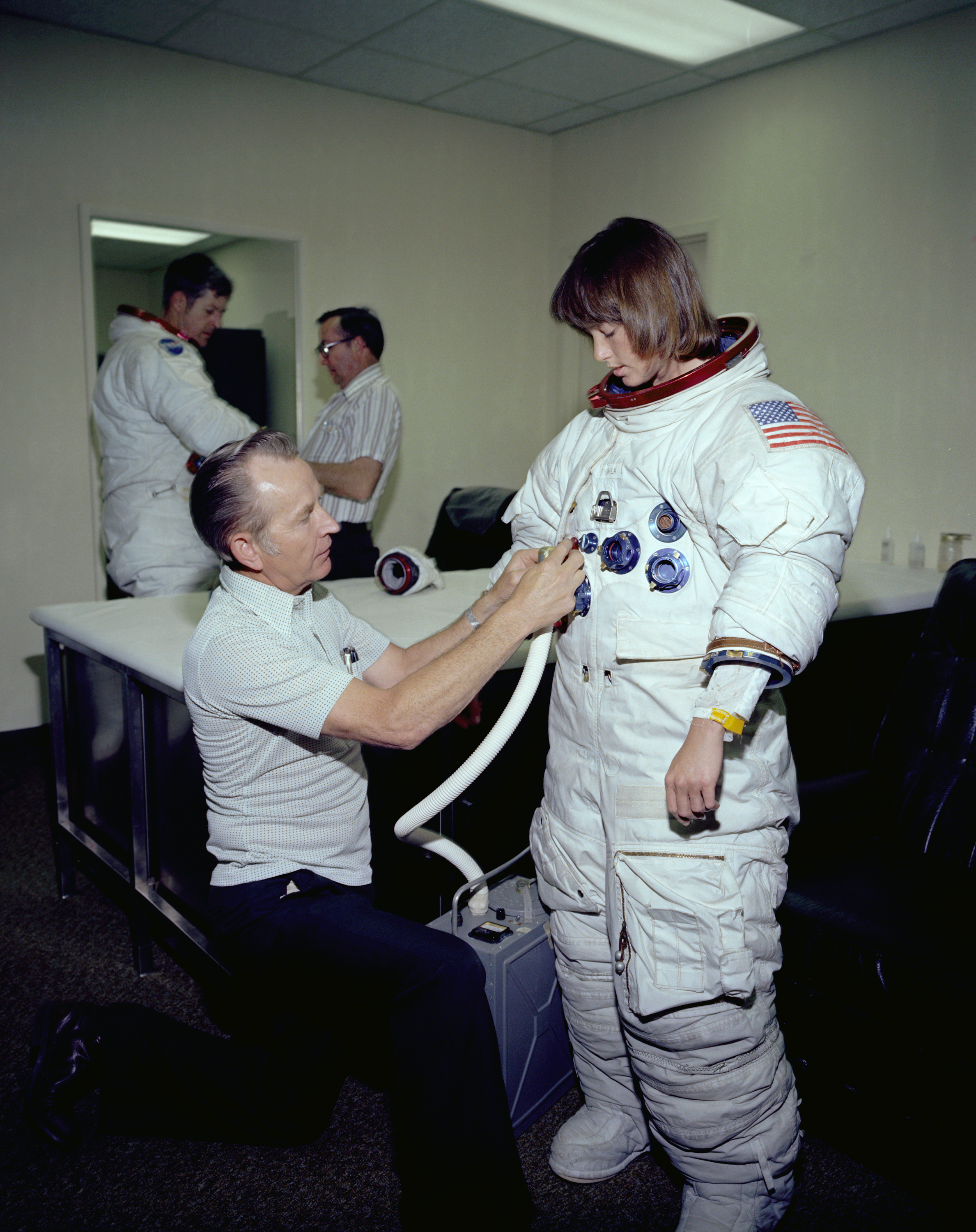
Anna Lee siendo vestida por el Dr. Joseph P. Kerwin con el traje espacial de la NASA

Para la STS-5 y la STS-7, apoyó las pruebas integradas de vehículos y pruebas de carga útil en el Centro Espacial Kennedy. Además, Fisher apoyó cada lanzamiento y aterrizaje de la Prueba de vuelo orbital (STS 1-4) como médico en los helicópteros de rescate, y proporcionó tanto datos médicos como operativos para el desarrollo de procedimientos de rescate. Fue la comunicadora de cápsula (CAPCOM) para la STS-9.
Finalmente volaría a finales de 1984 en la STS-51-A, a bordo del Discovery. La misión desplegó dos satélites y recuperó otros dos cuyos motores PAM kick no pudieron encenderse.
Fue asignada como especialista de misión en la STS-61-H, antes del desastre del transbordador espacial Challenger. Después del accidente, trabajó como delegada de la Subdirección de Desarrollo de Misión de la Oficina de Astronautas y como representante de la oficina de astronautas para el archivo de datos de vuelo. En este puesto se desempeñó como representante de la tripulación en la Junta de Cambio de Procedimientos de la Tripulación. Sirvió en el Astronaut Selection Board para la clase de astronautas de 1987. También trabajó en la Oficina de Apoyo de la Estación Espacial, donde trabajó a tiempo parcial en la División de Operaciones de la Estación Espacial. Fue la representante de la cuadrilla, apoyando el desarrollo de la estación espacial en las áreas de capacitación, conceptos de operaciones y las instalaciones de mantenimiento de la salud.
Tuvo dos hijas con su esposo y compañero William Frederick Fisher,  Kristin Anne, nacida el 29 de julio de 1983 y Kara Lynne, nacida el 10 de enero de 1989. De 1988 a 1996, se tomó un permiso extendido de la NASA para criar a sus hijas.
Cuando regresó por primera vez a la Oficina de Astronautas, fue asignada a la Rama de Planificación de Operaciones para trabajar en los procedimientos y problemas de capacitación en apoyo de la Estación Espacial Internacional. Sirvió como jefa de la Rama de Planificación de Operaciones desde junio de 1997 hasta junio de 1998. Tras una reorganización de la oficina de Astronautas, fue asignada como Adjunta para operaciones y entrenamiento de la División de la Estación Espacial de junio de 1998 a junio de 1999. En este puesto era la responsable de supervisar las entradas de la Oficina del Astronauta al Programa de la Estación Espacial en cuestiones relacionadas con las operaciones, los procedimientos y la capacitación para el ISS.
Más tarde se desempeñó como jefa de la División de la Estación Espacial de la Oficina de Astronautas con la responsabilidad de supervisión de 40-50 astronautas e ingenieros de soporte. En este puesto coordinó todas las entradas de astronautas a la Oficina del Programa de la Estación Espacial en cuestiones relacionadas con el diseño, desarrollo y prueba del hardware de la estación espacial. Además, coordinó todas las entradas de Astronaut Office a las operaciones, los procedimientos y la capacitación de la Estación Espacial y trabajó con los Socios Internacionales para negociar los requisitos de diseño y estándares comunes para pantallas y procedimientos. También se desempeñó como representante de la Oficina de Astronautas en numerosas Juntas de Programas de la Estación Espacial y Juntas Multilaterales. Posteriormente,  fue asignada a la Sucursal de transbordadores y trabajó asignaciones técnicas en esa rama.
En 2012 hizo una breve anuncio durante el aterrizaje del transbordador espacial Discovery en el aeropuerto Dulles de Washington, cuando estaba siendo retirado a la Institución Smithsonian, aconsejó a un aspirante a astronauta que "estudiara ruso". Al menos un comentarista sugirió que esto era una crítica velada a la falta de fondos del gobierno de Estados Unidos para el programa espacial.

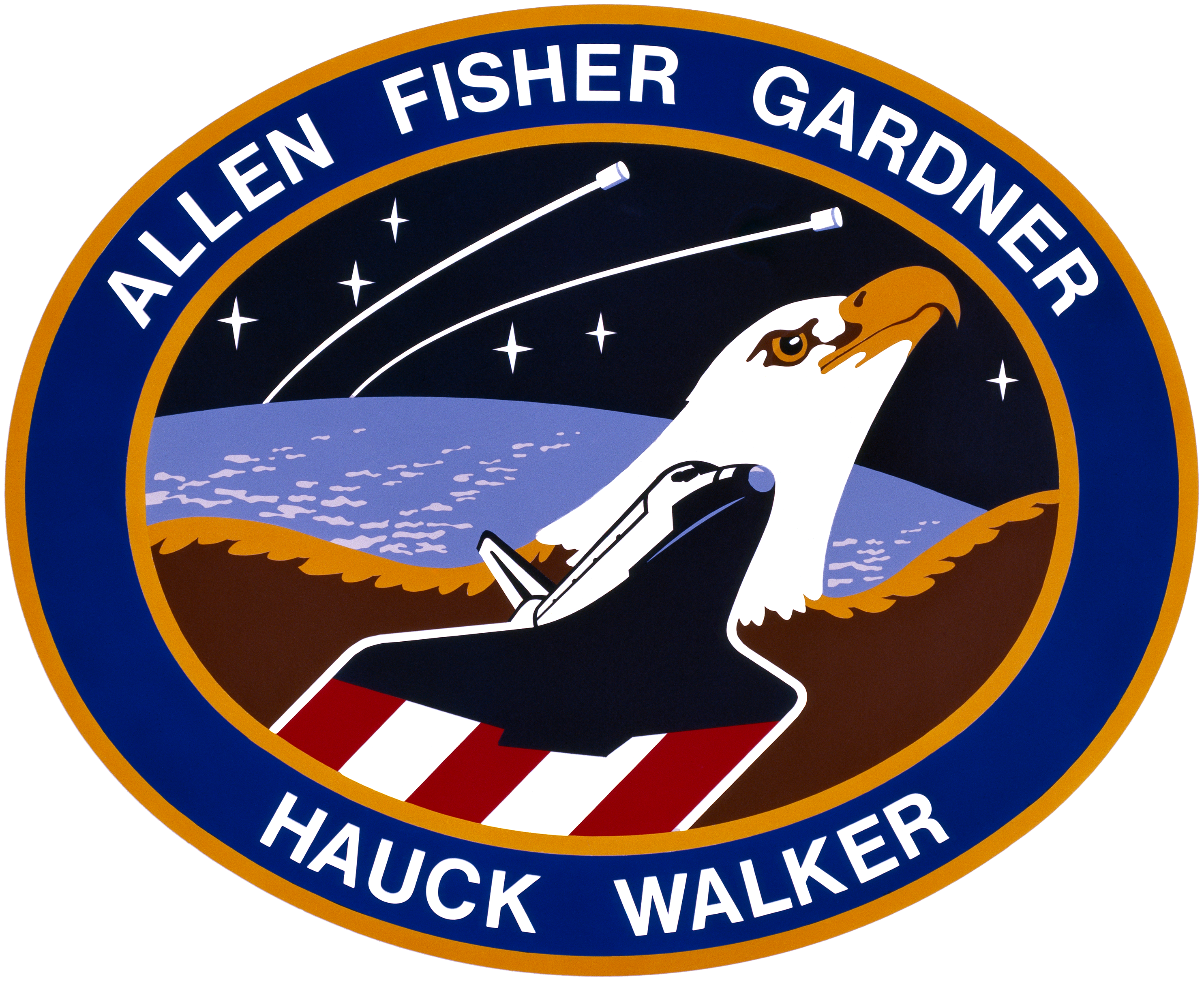
Misión STS-51-A

Como astronauta gerente, trabajó en conjunto para las divisiones de Comunicaciones y Exploración de Cápsulas de la NASA, trabajando como comunicadora CAPCOM y en desarrollo de visualización para el proyecto Orión hasta su jubilación en abril de 2017.

### STS-51-A
La STS-51-A, Discovery, del 8 al 16 de noviembre de 1984, partió desde el Centro espacial John F. Kennedy y regresó al mismo. En esta misión Fisher voló como especialista de misión. Estuvo acompañada por Frederick Hauck, el comandante de la nave espacial, David Walker, como piloto y sus compañeros especialistas en misiones, el Joseph Allen y Dale Gardner. Con la finalización de su vuelo, Fisher registró un total de 192 horas en el espacio. Y marcó un hito al ser la primera mujer y madre en volar al espacio.

## En la cultura popular
Como astronauta, antes y después de sus asignaciones de vuelo, hizo una serie de apariciones públicas por año. Entre estas se incluyen los deberes oficiales: Fisher habló con los visitantes en la casa abierta del 22 de septiembre de 2012 del Centro de Investigación Langley de la NASA.
Entre ellos se incluyen los deberes semioficiales, como cuando fue una invitada especial en la 95.ª edición de Indianápolis 500 el 24 de mayo de 2015. También realizó apariciones relacionadas con la novedad de ser una de las seis mujeres originalmente seleccionadas por la NASA. Ella y el astronauta Bill Fisher aparecieron con su hija Kristin en un segmento de agosto de 1983 de Good Morning America.
Fuera de la publicidad que hace ella misma, su imagen ha sido ampliamente compartido en Internet y se ha utilizado en diversas promociones y arte tributo. Una fotografía en particular se ha convertido en icónica. El fotógrafo John Bryson tomó una serie de fotos de Fisher con un casco y traje espacial. Una de las tomas de la serie, en la que está más alejada de la cámara (casi en perfil completo), se ha publicado, compartido y vuelto a publicar frecuentemente en las redes sociales, incluidos Tumblr y ffffound.com. La imagen se ha utilizado desde entonces para promocionar las bandas Muse, MGMT, Incubus, The Arctic Monkeys, Max & Harvey,  y The Moth & The Flame. La cantante británica Kate Bush también usa un casco espacial y una pose similar en su video de 1991 para la canción Rocket Man.